# Fédération sud-ouest-allemande de football

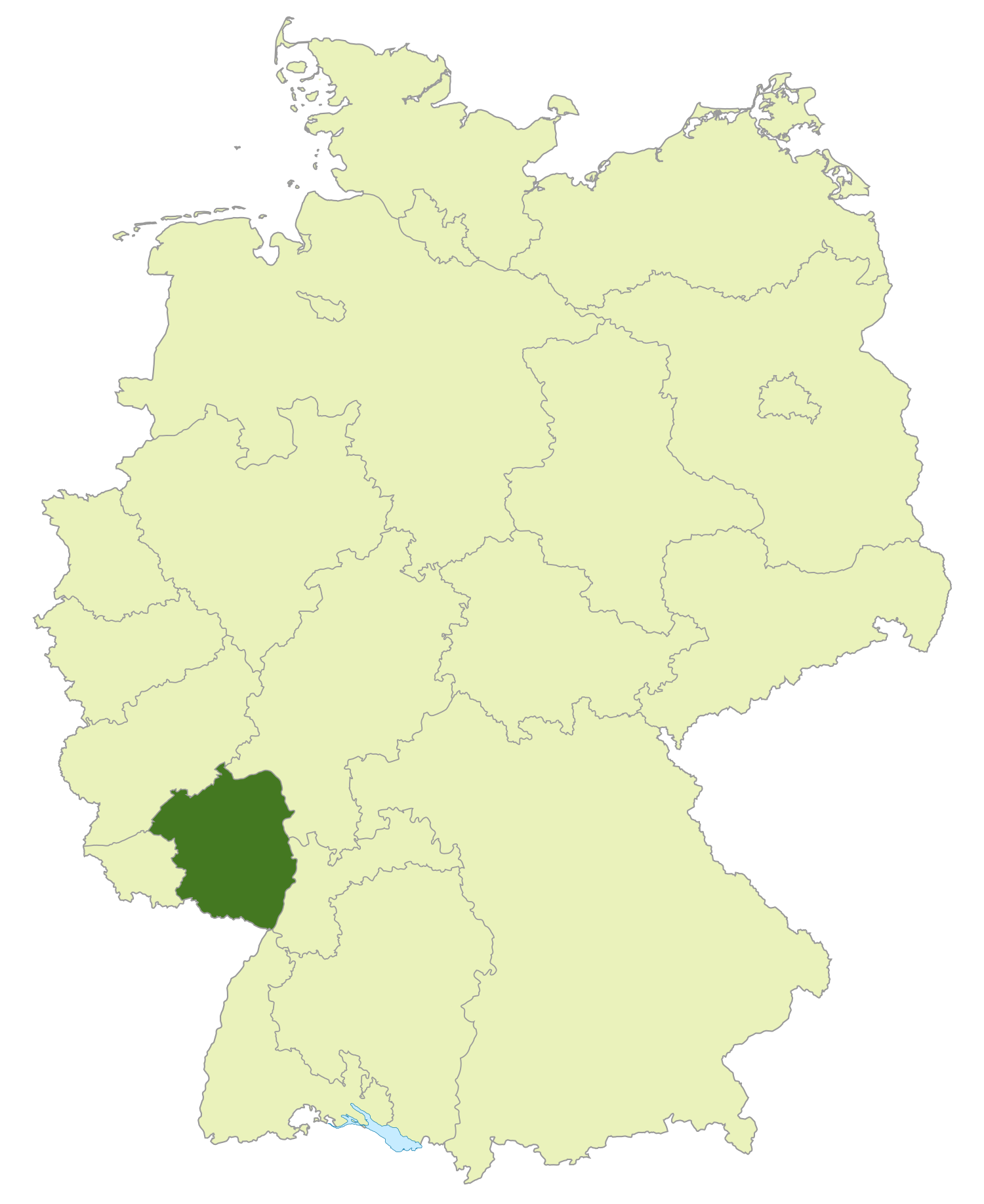
Territoire couvert par la Fédération sud-ouest-allemande de football

La Fédération sud-ouest-allemande de football – Fédération pour les sports de compétition, populaires et de loisirs (SWFV, allemand : Südwestdeutsche Fußballverband – Verband für Wettkampf-, Breiten- und Freizeitsport), est l'une des 21 fédérations régionales de la DFB, subalterne de la Fußball-Regional-Verband Südwest (FRVS). La fédération siège à Edenkoben, et son président est Thomas Bergmann depuis le 13 juillet 2024. La fédération couvre le sud du Land de Rhénanie-Palatinat. Son territoire est délimité par la frontière française (Alsace), la rive gauche du Rhin jusqu'à Bacharach, et le Soonwald (de) et enfin par la frontière avec la Sarre jusqu'à la frontière française avec le départment de la Moselle. Ainsi ce territoire correspond à peu près aux anciens districts de Hesse-Rhénane et du Palatinat.
Le territoire comprend les arrondissements de Mayence-Bingen, de Bad Kreuznach, d'Alzey-Worms, de Birkenfeld, du Mont-Tonnerre (Donnersbergkreis), de Bad Dürkheim, de Kusel, de Kaiserslautern, 
de Rhin Palatinat (Rhein-Pfalz-Kreis), de Germersheim, du Palatinat-Sud-Ouest (Landkreis Südwestpfalz) et de la Route-du-Vin-du-Sud (Landkreis Südliche Weinstraße) ainsi que les villes-arrondissements de Mayence et Kaiserslautern, Worms, Frankenthal, Ludwigshafen, Speyer, Neustadt an der Weinstraße, Landau in der Pfalz, Pirmasens et Zweibrücken. En collaboration avec les fédérations de Rhénanie et de Sarre, la SWFV forme la FRVS.
Selon les statistiques de la DFB pour l'année 2023, la SWFV compte 1 044 clubs avec un total de 232 699 membres et 4 484 équipes.

## Structure
L'association est divisée en 10 arrondissements (Kreise) de football :
- Kreis Alzey-Worms
- Kreis Bad Kreuznach
- Kreis Birkenfeld
- Kreis Kaiserslautern-Donnersberg
- Kreis Kusel-Kaiserslautern
- Kreis Mainz-Bingen
- Kreis Pirmasens-Zweibrücken
- Kreis Rhein-Pfalz
- Kreis Rhein-Mittelhaardt
- Kreis Südpfalz

Jusqu'en 2010, la fédération comptait 16 Kreise. Dans le cadre d'une réforme structurelle, les Kreise suivants fusionnent :
- Alzey et Worms → Alzey-Worms
- Donnersberg et partie est de Kaiserslautern → Kaiserslautern-Donnersberg
- Kusel et partie ouest de Kaiserslautern → Kusel-Kaiserslautern
- Bingen et Mainz → Mainz-Bingen
- Frankenthal et Ludwigshafen → Rhein-Pfalz
- Neustadt/Weinstraße et Speyer → Rhein-Mittelhaardt
- Südliche Weinstraße et Südpfalz → Südpfalz

Jusque 2012, il existait une subdivision entre la fédération et les Kreise : les districts (Bezirke), qui avaient leurs propres organes administratifs. Ils ont été abolis, afin de renforcer les Kreise. Les Bezirke (Nahe, Rheinhessen, Vorderpfalz und Westpfalz) n'existent maintenant qu'à des fins géographiques pour les Bezirksligen et les Landesligen. Ils sont compris des Kreise suivants :
- Bezirk Nahe (Bezirksliga Nahe, faisant partie de la Landesliga Ouest)
Kreise de Bad Kreuznach et de Birkenfeld
- Bezirk Rheinhessen (Bezirksliga Rheinhessen, faisant partie de la Landesliga Est)
Kreise d'Alzey-Worms et de Mainz-Bingen
- Bezirk Vorderpfalz (Bezirksliga Vorderpfalz, faisant partie de la Landesliga Est)
Kreise de Rhein-Mittelhaardt, de Rhein-Pfalz et de Südpfalz
- Bezirk Westpfalz (Bezirksliga Westpfalz, faisant partie de la Landesliga Ouest)
Kreise de Kaiserslautern-Donnersberg, de Kusel-Kaiserslautern et de Pirmasens-Zweibrücken

## Compétitions et ligues

### Football masculin
La ligue la plus élevée organisée par la fédération est la Verbandsliga Südwest, correspondant au 6e niveau du football allemand, et dont les champions sont promus en Oberliga Rheinland-Pfalz (appelée Oberliga Südwest jusque 2012). Sous cette division, les Landesligen Est (Bezirke de Rheinhessen et Vorderpfalz) et Ouest (Bezirke de Nahe et Westpfalz) constituent le 7e niveau. En dessous de ces ligues, les compétitions sont organisées par les Kreise, avec 10 Kreisklassen A, puis 20 Kreisklassen B et 29 Kreisklassen C. Il existe de plus 3 Kreisklassen D dans l'arrondissement du Sud-Palatinat.
La fédération organise de plus la Coupe du Sud-Ouest (Südwestpokal, aussi appelée SWFV-Verbandspokal) masculine.

### Football féminin
La ligue la plus élevée organisée par la fédération est la Verbandsliga Südwest, correspondant au 4e niveau du football féminin allemand, dont l'équipe championne est promue en Regionalliga Südwest. Puis viennent quatre Landesligen, correspondant aux quatre Bezirke, correspondant au 5e niveau, et le niveau le plus bas du football féminin dans le Bezirk de Nahe. Au sein des trois autres Bezirke, on trouve les Bezirksligen Vorderpfalz, Westpfalz Nord et Westpfalz Süd, ainsi que les Bezirksligen Vorderpfalz et Rheinhessen pour les équipes à 9.
La fédération organise de plus la Coupe du Sud-Ouest (Südwestpokal, aussi appelée SWFV-Verbandspokal) féminine.

### Les autres fédérations subalternes de la FRVS
- Fußballverband Rheinland (FVR)
- Saarländischer Fußballverband (SFV)